# Shueyville (Iowa)
Shueyville es una ciudad ubicada en el condado de Johnson en el estado estadounidense de Iowa. En el Censo de 2010 tenía una población de 577 habitantes y una densidad poblacional de 124,74 personas por km².

## Geografía
Shueyville se encuentra ubicada en las coordenadas 41°50′48″N 91°39′8″O / 41.84667, -91.65222. Según la Oficina del Censo de los Estados Unidos, Shueyville tiene una superficie total de 4.63 km², de la cual 4.63 km² corresponden a tierra firme y (0%) 0 km² es agua.

## Demografía
Según el censo de 2010, había 577 personas residiendo en Shueyville. La densidad de población era de 124,74 hab./km². De los 577 habitantes, Shueyville estaba compuesto por el 97.05% blancos, el 0.35% eran afroamericanos, el 0.17% eran amerindios, el 1.39% eran asiáticos, el 0% eran isleños del Pacífico, el 0% eran de otras razas y el 1.04% pertenecían a dos o más razas. Del total de la población el 1.04% eran hispanos o latinos de cualquier raza.